# The Turtles (organisation criminelle)
 (17 août 2022).
Ne doit pas être confondu avec The Turtles (groupe de musique).

The Turtles (en français : Les Tortues) est une organisation criminelle marocaine basée à Anvers (Belgique), particulièrement active depuis 2010. La bande est à l'origine du vol de 200 kilos de cocaïne dans le port d'Anvers en 2012 qui étaient destinés à l'organisation Benaouf. Elle est également à l'origine de la « Mocro-oorlog » (Mocro-guerre) qui débutera dans la même année aux Pays-Bas et en Belgique.
En 2017, vingt-et-une fusillades ont lieu à Anvers en rapport avec l'organisation The Turtles. L'organisation qui est alliée avec la famille Sebtati alias De Mixers, est à l'origine de l'économie illégale qui domine le district de Borgerhout. Elle règne sur le trafic de cocaïne depuis une décennie en Belgique. Le gouvernement régional flamand adopte souvent pour Anvers le surnom Borgerokko ou encore capitale de la coke,. Les deux principaux commandants de l'organisation Nacerdine Turtle et Nordin El Hajjioui dirigent actuellement leur réseau à partir de Dubaï ou du Maroc. 
La majorité des membres des Turtles sont actuellement soupçonnés de se trouver à Dubaï aux Emirats arabes unis ou à Nador au Maroc. L'organisation The Turtles est l'une des seules organisations de la Mocro Maffia qui ne compte dans ses rangs aucun décès, hormis ceux des traîtres et des repentis.

## Histoire
Les Turtles, qui sont composés de membres de la famille El Yousfi, sont originaires de Nador au Maroc et sont issus de Borgerhout à Anvers. Les El Yousfi sont déjà présents en Belgique dans les années 1970, dans le cadre de l'immigration marocaine en Belgique. Ils tiennent le quartier Koxplein à Borgerhout et dealent à longueur de journée. Au fil des années, la famille intègre la pègre et opère à l'international dans le trafic de cocaïne via le Port d'Anvers, en établissant des contacts avec des cartels colombiens et péruviens. Au fur et à mesure et avec un capital financier grandissant, cette famille a pu se mettre à son compte et monter plusieurs opérations de trafic de cocaïne de grande envergure en Belgique ainsi qu'aux Pays-Bas. La famille compte plusieurs sociétés anversoises à leur nom dont le snackbar ''Wok2Go'' sur la Turnhoutsebaan.
En février 2012, deux jeunes membres de la famille (Jamal et Adrahem), vêtus de faux uniformes de policiers, volent une quantité de 200 kilos de cocaïne arrivés de Colombie, destinés à l'organisation Benaouf. Les Turtles sont au courant de la quantité arrivée à Anvers via Gwenette Martha, un allié des Pays-Bas, les ayant mis au courant. Nacerdine T., l'un des chefs de l'organisation est porté disparu pendant de nombreuses années, restant sous les radars des autorités belges ainsi que des grands barons marocains rivaux. Le 27 avril 2012, les deux jeunes se rendent à nouveau au Port d'Anvers dans le but de commettre un nouveau vol dans un conteneur arrivé de Colombie. Les deux jeunes sont kidnappés par une organisation inconnue. Ils reçoivent chacun une balle dans la jambe. Les doigts de Jamal sont coupés au couteau et un message est écrit sur le front des deux jeunes avant d'être jetés d'une voiture dans un quartier de Borgerhout à Anvers.
Ayant enfreint les règles du milieu criminel, leur allié antillais, Gwenette Martha, est la cible principale de l'organisation de Houssine Ait Soussan, qui envoie deux tueurs à gages pour abattre deux membres de son groupe en 2012: Redouan Boutaka à Amsterdam et Najeb Bouhbouh à Anvers. La famille El Yousfi provoque une guerre sanglante aux Pays-Bas entre les deux camps. Plus de cent personnes finiront criblées de balles. Pendant que les organisations de Gwenette Martha et de Benaouf se livrent une guerre sans merci, les Turtles pratiquent l'omerta pour ne pas être pris à partie par une des organisations criminelles rivales. La majorité des membres prennent leur envol vers Dubaï aux Émirats arabes unis et à Nador au Maroc pour contrôler le réseau à distance.
L'un des membres les plus connus de l'organisation Turtles est Nacerdine Turtle, surnommé également Nadori ou Dikke Turtle. Il est actuellement emprisonné à Anvers. Mohammed H., considéré comme ayant agi comme garde du corps de Saïd F. (alias Zonnepit). Mohammed H. et Saïd F. sont tous les deux incarcérés en Belgique à la suite d'un assassinat en 2015 dans le snack Rapido à Anvers du Bruxellois Saïd Boudakhani. Ils sont libérés en août 2015, pour défaut de preuves.

### Explosion dans les rues d'Anvers
Depuis 2018, de nombreuses grenades explosent dans les rues d'Anvers. Elles sont particulièrement liés à l'organisation des Turtles afin de faire passer des messages de menaces.

## Méfaits
Ont été attribués à ce groupe criminel des liens avec différentes organisations telles que celles de Gwenette Martha, de Benaouf et d’Abdelkader Bouker, mais aussi avec des représentants du monde politique, des avocats, des hommes d'affaires, des douaniers, des groupuscules d'extrême droite et des acteurs du financement de mosquées. Ces liens, souterrains par rapport aux activités criminelles normales de la bande (trafic de drogue, kidnappings, corruption) et qui n'ont jamais été complètement éclaircis, ont mis le groupe sur le devant de la scène médiatique durant les années 2010. 
Les Turtles sont liés aux affaires suivantes :
- Vol des 200 kilos de cocaïne au port d'Anvers
- Le kidnapping de Othman El Ballouti à Anvers[11]
- Corruption active de douaniers, le 12 octobre 2012 la police fédérale arrête Tim D., un douanier acheté par les Turtle ayant permis à l'organisation de disposer d'une porte facilitant le trafic de cocaïne, en échange d'une énorme somme d'argent[12]. Ce douanier aurait également travaillé pour le baron Samir Bouyakhrichan.
- Le 18 octobre 2012, les Turtles sont présents lors de l'assassinat de Najeb Bouhbouh (membre de Gwenette Martha) à Anvers. Ils sont victimes d'un guet-apen préparée par l'organisation de Benaouf Adaoui.
- En octobre 2012, les Turtles menacent de mort Raf Sauviller, auteur du livre Borgerokko Maffia à la suite de la publication de son livre, basé sur les Turtles[bm 1].
- Le 1er février 2013, Naserdine T. ne paraît pas devant le tribunal pour son procès. L'organisation reste introuvable à Anvers. Le bourgmestre les suspecte d'être en fuite à Nador.
- En août 2013, deux tueurs à gages néerlando-marocains sont envoyés à Nador au Maroc à la recherche des membres des Turtles. L'une des principales cible est Nacerdine T[lp 1].
- Le 13 octobre 2013, deux tueurs à gages néerlando-marocains sont arrêtés à Nador. Ils cherchaient à commettre une série d'assassinats contre les Turtles. Les deux tueurs à gages sont arrêtés pour possession d'armes à feu et tentative d'assassinat sur le roi Mohammed VI.
- Le 7 décembre 2013, Khalid Turtle, est victime d'une fusillade à Tanger. Il s'en sort indemne et déclare à la justice belge qu'il s'agissait seulement d'un carjacking et que cette affaire n'a aucun rapport avec le milieu de la drogue
- En 2016, un membre de la famille fête son mariage dans le quartier de Borgerhout à Anvers et provoque une polémique dans tout le pays ainsi que sur les réseaux sociaux, notamment avec son cortège de dizaines de voitures luxueuses, dont le prix, selon la presse belge, était estimé à sept millions d'euros.
- En 2020, Raf Sauviller, auteur du livre Borgerokko Maffia, est menacé de mort par la famille El Yousfi[13]
- En février 2020, Mohammed H. est victime d'une fusillade à Sint-Job-in-'t-Goor. Il s'en sort blessé.
- En février 2021, les autorités belges et néerlandaises parviennent à craquer le serveur cryptophone Sky ECC. Grâce aux messages décryptés, la police lance l'enquête sur le lieu d'opération de Nordin El H. et d'Othman El Ballouti à Dubaï[14].

## Membres connus
Le texte peut changer fréquemment, n’est peut-être pas à jour et peut manquer de recul. 
Le titre et la description de l'acte concerné reposent sur la qualification juridique retenue lors de la rédaction de l'article et peuvent évoluer en même temps que celle-ci.

### NacerdineTurtle
- Nacerdine 'Nador' Turtle (en fuite à Dubaï) : Considéré comme le principal voleur des 200 kilos de cocaïne de l'organisation néerlandaise de Benaouf Adaoui, il déclenche une guerre entre les clans criminels de Benaouf et de Gwenette Martha, menant à l'assassinat de Najeb Bouhbouh et Redouan Boutaka[15],[16]. Condamné à deux ans de prison en 2013 pour trafic de drogues[17], il est relâché avant d'être à nouveau arrêté le 24 novembre 2014 par la police fédérale à Anvers[18]. La police retrouve dans son domicile 600.000 euros de bijoux ainsi que plusieurs villas à son nom au Maroc[19].

### Frères Sekkaki
- Les frères Sekkaki sont connus en Belgique comme de grands noms de la Mocro Maffia, célèbres pour leurs tentatives d’assassinats, kidnappings, braquages de banques et surtout pour le trafic de drogue. Le plus connu entre eux , Ashraf surnommé [Le Caïd], selon Interpol l’homme considéré comme le criminal le plus dangereux en Belgique des années 2000.

### SaïdZonnepit
- Saïd 'Zonnepit' F. : pendant son adolescence, Saïd F. était un cambrioleur récidiviste dans les quartiers d'Anvers, mais grimpe rapidement dans le grand banditisme anversois en important de grandes quantités de cocaïne. Son nom apparaît pour la première fois dans les journaux belges lors d'un braquage armé commis à Merksem en 2002. En 2009, il est arrêté dans sa voiture par la police à Deurne en compagnie de du grand baron en fuite Gwenette Martha. Pendant que Gwenette Martha est condamné, Saïd F. est relâché. Au début de 2014, il est arrêté à l'aéroport de Zaventem avec un montant de 16.000 euros en poche[bm 1] .
  - Le 24 novembre 2014, Le Bruxellois Saïd Boudakhani est abattu par balles dans le snack Rapido d'Anvers. Saïd F., présumé tueur à gages, s'échappe avant d'être arrêté par la police[bm 1] . Saïd F. est relâché en août 2015 faute de preuves.

- Mohammed H.  : garde du corps de Saïd 'Zonnepit' F., il est accusé d'avoir joué un rôle dans l'assassinat de Saïd Boudakhani en novembre 2014[20]. À la suite d'un manque de preuves, il est relâché en août 2015 avant d'être à son tour victime d'une fusillade le 24 février 2020 à Sint-Job-in-'t-Goor de laquelle il sort blessé avec une balle dans la jambe[21].
- Hicham El Q.  : Il est le deuxième garde du corps de Saïd 'Zonnepit' F.[22]. Il est arrêté en même temps que Saïd F. et Mohammed H. et est relâché en août 2015.

### NordinDikke Turtle
- Nordin El Hajjioui, également surnommé Le Ridouan Taghi de Belgique[23] (né à Anvers en 1988) : Nordin Dikke Turtle commence sa carrière de criminelle en dealant de la drogue dans le quartier Damwijk d'Anvers, d'où son deuxième surnom Dikke Nordin van Den Dam. Natif d'une famille marocaine, il se spécialise rapidement dans le trafic de cocaïne international via le Port d'Anvers. En 2017, il s'installe définitivement à Dubaï et contrôle son réseau d'Anvers à distance[24].
- Le 18 juin 2020, il est arrêté à Dubaï grâce à une collaboration internationale belgo-émirati, à l'aide d'Interpol[25]. Nordin serait derrière les nombreuses fusillades et explosions qui ont fait trembler Anvers entre 2017 et 2020[26] . Durant ces années, des grenades sont retrouvées devant le domicile de sa mère. Le véhicule de sa mère est incendié et son frère est victime d'une tentative d'assassinat à la kalachnikov[27]. Il est classé plus dangereux criminel belge de l'histoire à être arrêté à Dubaï et aurait plusieurs organisations rivaux à ses trousses[28].
- Mohamed El Hassani : Ancien bras droit d'Abdelkader Bouker (kidnappé en 2016 et estimé mort), il est soupçonné de mener une vie de luxe, tout en restant sous le radar d'Interpol[29].
- En septembre 2021, 51 personnes membres de son organisation se présentent devant le juge d'Anvers après le démantèlement du réseau Sky ECC[30].

### Hakim, Ismael, Jamal et AlphaTurtle
Hakim et Ismael Turtle naissent à Anvers dans une famille marocaine. Lorsqu'ils sont adolescents, ils étudient le Port d'Anvers par cœur afin de voler des grandes quantités de drogue et de mener une vie de millionnaire. Les deux jeunes sont des hommes de mains de la famille El Yousfi. En février 2012, les deux plus jeunes membres de la famille (Jamal et Adrahem), vêtu de faux uniformes de policiers, volent une quantité de 200 kilos de cocaïne arrivés de Colombie, destinés à l'organisation Benaouf.
Le mardi 27 avril 2012, cinq Golf R32 blanches immatriculées aux Pays-Bas bloquant chaque passage de rue du quartier Koxplein en étant vêtu de faux uniformes de police et kidnappent Jamal (19) et Adrahem Turtle (21). Chacun reçoit une balle dans la jambe. Les deux autres Turtles, Hakim et Ismael sont également kidnappés et emmenés dans une fabrique. Pendant que Hakim se fait couper un doigt à l'aide d'un couteau, Ismael est pris en photo en dessous d'un hachoir. La photo est directement envoyée à sa famille via les réseaux sociaux avec une demande de rançon, mutilés en écrits sur le front d'Ismael à l'aide d'un couteau.
Benaouf Adaoui est derrière l'action menée par sa propre organisation. Les 200 kilos de cocaïne lui étaient destinés. La rançon que la famille El Yousfi a pu payer à Benaouf tourne autour des cinq millions d'euros. Une semaine plus tard, les quatre jeunes hommes sont libérés.

## Dans la fiction
- Patser, long-métrage de Adil El Arbi et Bilall Fallah sorti en 2018.
- Mocro Maffia, la série télévisée néerlandaise créée en 2018.